# Ian Greenfield
Ian Greenfield (* 7. August 1930 in Edinburgh) ist ein ehemaliger schottischer Radrennfahrer.

## Sportliche Laufbahn
Als Amateur siegte er im Etappenrennen Brighton–Glasgow 1951 vor Lawrie Kitchen. Er gewann eine Etappe. In der Tour of Britain wurde er beim Sieg von Ian Steel Dritter. Von 1952 bis 1956 fuhr er als Unabhängiger.
1952 kam er auf den 4. Rang der Tour of Britain. 1954 war er auf drei Tagesabschnitten erfolgreich. 1955 gewann er in Australien die Tour of Tasmania mit einem Etappensieg. 
1952 bestritt er Internationale Friedensfahrt und wurde beim Sieg von Ian Steel 8. des Rennens.
1956 schied er im Rennen der UCI-Straßen-Weltmeisterschaften der Berufsfahrer aus.